# Goedkoop winkelen
Goedkoop winkelen is een volksverhaal uit Turkije.

## Het verhaal
Hodja gaat naar de bazaar en wil stof voor nieuwe kleren kopen. Hij gaat naar een speciaal winkeltje met de duurste zijden stoffen en wordt behandeld als de sultan zelf. Hij krijgt thee en vergelijkt de stoffen. Hodja maakt een keus en de koopman pakt de stof in. Dan bedenkt Hodja zich, hij wil warm katoen voor de winter. Het ceremonieel herhaalt zich, maar nu krijgt Hodja geen thee. De koopman verpakt het minder mooi en Hodja loopt weg. De koopman roept dat Hodja nog niet heeft betaald en hij zegt dat hij de duurdere zijde teruggegeven heeft. De koopman zegt dan dat hij daar ook niet voor heeft betaald en Hodja antwoordt dat hij natuurlijk niet gaat betalen voor zijde die hij niet neemt.

## Achtergronden
Nasreddin Hodja is een meester in dit soort trucjes.